# RKK NEWS JUST.
『RKK NEWS JUST.』（アールケーケーニュースジャスト）は、熊本放送（RKKテレビ）で2015年3月30日から2019年3月29日まで放送されていた、熊本県内を対象にしたテレビのローカルワイドニュース番組。

## 概要
RKKテレビでは2002年4月改編から『RKKニュースキャッチャー』に代わって『RKKワイド夕方いちばん』を放送し、2005年4月 - 2008年3月、2011年10月 - 2015年3月のそれぞれの期間に『夕方いちばんNEWS』を放送してきた。
しかし同年3月27日をもって『夕方いちばん』が終了することになり、平日夕方のローカルワイドニュース番組のタイトルも改め、再出発することになった。
なお、『夕方いちばん』に代わるRKKテレビの情報番組（平日15・16時台→15時台）は同年5月4日から『ウェルカム!』というタイトルで新たなスタートを切った（2019年3月15日終了）。
2019年3月29日で終了。

## 放送時間
- 平日 18:15 - 18:55（2017年3月まで）
- 平日 18:15 - 18:51（2017年4月 - 番組終了）
  - 直後の18:52 - 18:55にミニ番組『RKKインフォメーション』を放送する為短縮化。
  - なお、年末年始（大晦日と正月三が日を除く）や『世界陸上』などの影響で、短縮放送の場合は、当番組を18:15 - 18:21の放送とし、以降は30分繰り上げとしていた（通常のスタジオではなく、『熊日ニュース』で使用する報道センター内のブースからメインキャスターかサブキャスターの1人がニュースと気象情報を伝えていた）。

## 出演者

### 終了時点
メインキャスター（アンカーマン）
- 佐々木慎介（RKK報道部所属、全曜日担当）

サブキャスター（アシスタント）
- 江上浩子（RKK報道部所属、月 - 水曜担当）
- 福居万里子（RKKアナウンサー、木・金曜担当。2017年4月 -）

天気予報
- 栗原めぐみ（気象予報士）

### 以前の出演者
| 期間      | 期間      | メインキャスター | サブキャスター | サブキャスター | 天気予報   |
| 期間      | 期間      | メインキャスター | 月 - 水曜      | 木・金曜       | 天気予報   |
| --------- | --------- | ---------------- | -------------- | -------------- | ---------- |
| 2015.3.30 | 2017.3.31 | 佐々木慎介       | 江上浩子       | 柿木綾乃       | 栗原めぐみ |
| 2017.4.3  | 2019.3.29 | 佐々木慎介       | 江上浩子       | 福居万里子     | 栗原めぐみ |